# Nawa boczna

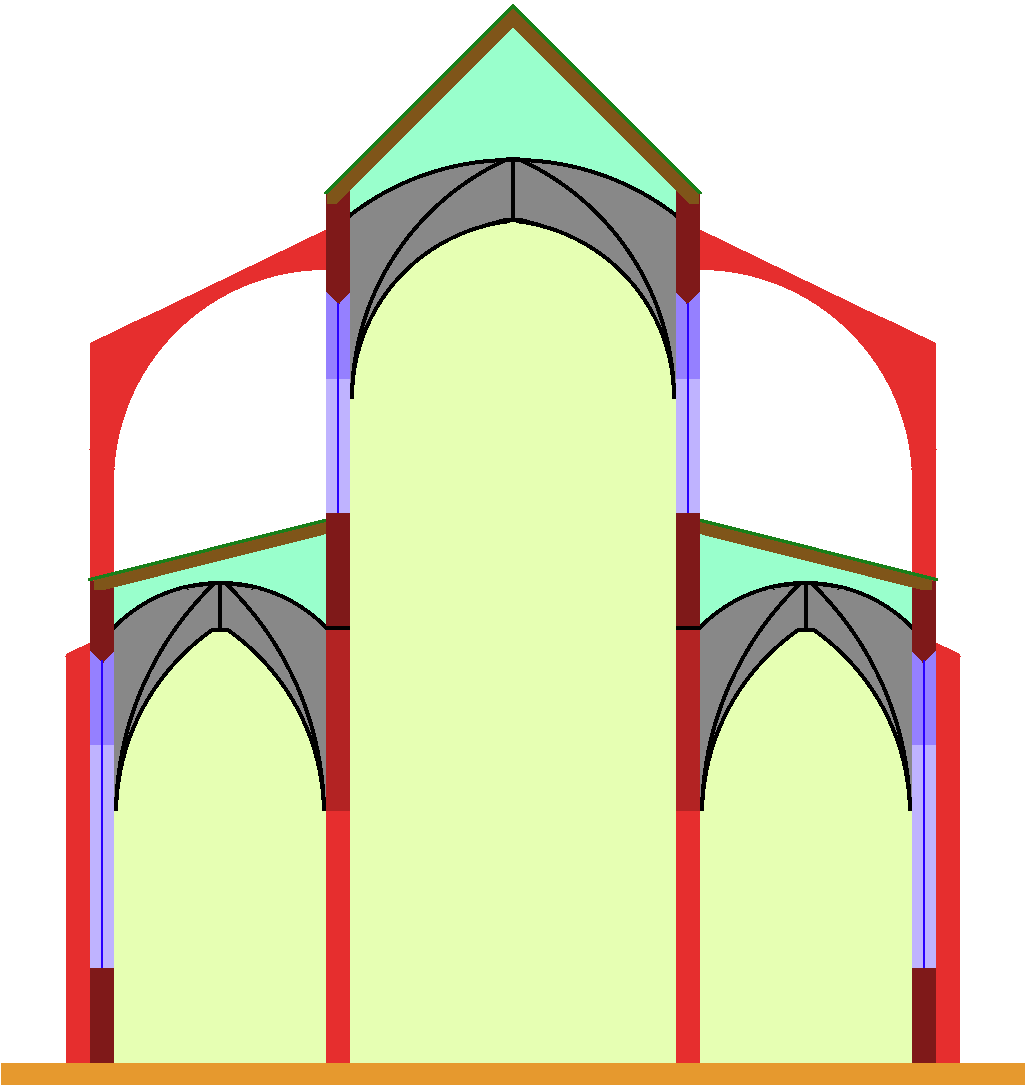
Schematyczny przekrój przez kościół bazylikowy – w centrum nawa główna, po bokach niższe nawy boczne

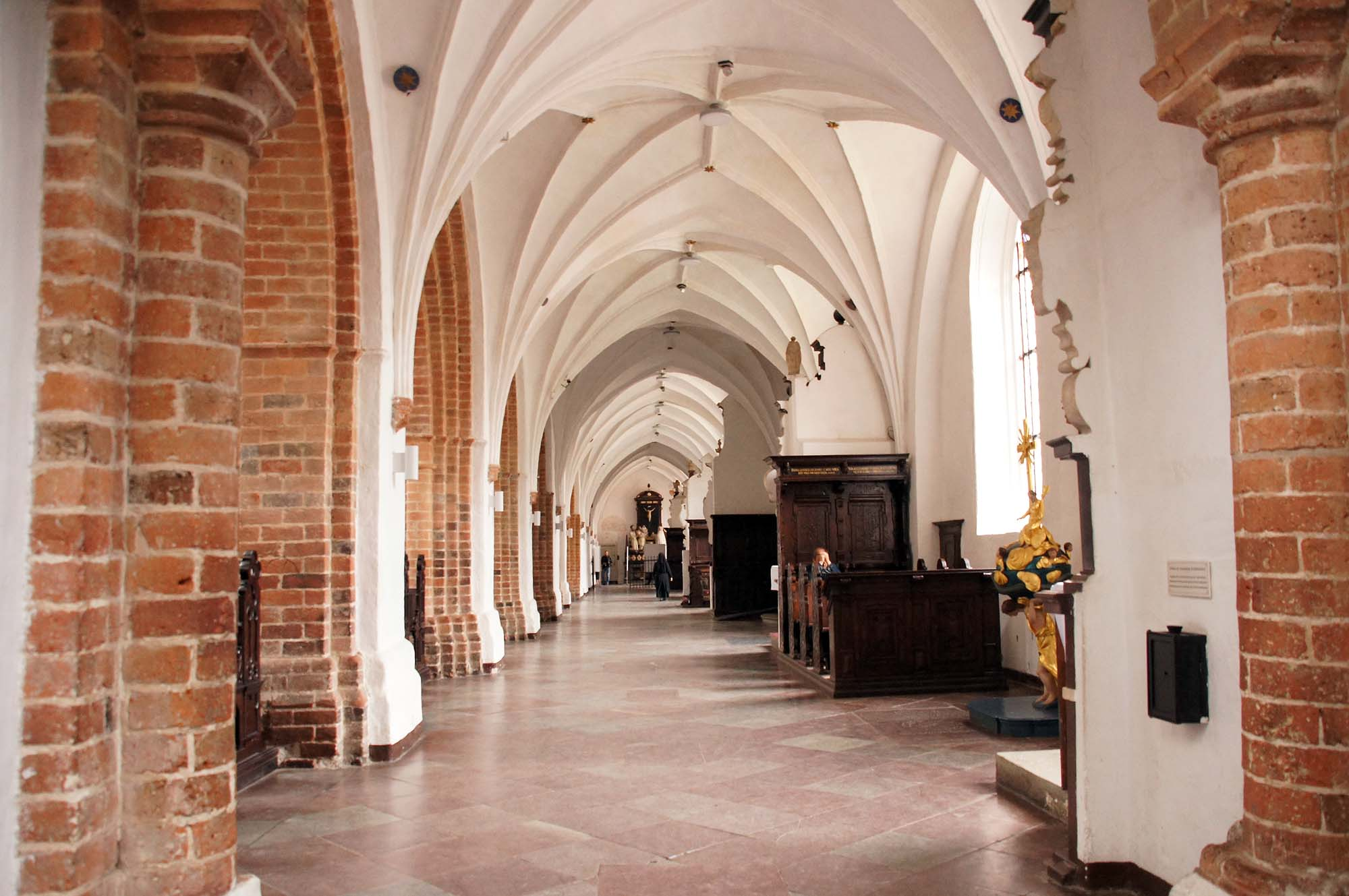
Nawa boczna

Nawa boczna – część przestrzeni kościoła, nawa węższa od nawy głównej, równoległa do niej. Jest otwarta na nawę główną i oddzielona od niej szeregiem podpór w formie kolumn, słupków oraz filarów.